# Ostearius
Ostearius és un gènere d'aranyes araneomorfes de la subfamília Erigoninae, dins de la família Linyphiidae. Pertanyen al gènere dues espècies: Ostearius melanopygius té una distribució cosmopolita (Sud-amèrica. Europa, Illes Canàries, Egipte, Turquia, Sud-àfrica, Xina i Nova Zelanda) i Ostearius muticus  que es pot trobar a la Xina.
Fou descrit per primera vegada per J. E. Hull l'any 1911.
És considerat sinònim del gènere Haemathyphantes Caporiacco, 1949 

## Llista d'espècies
Segons The World Spider Catalog 12.0:
- Ostearius melanopygius (O. Pickard-Cambridge, 1879) (Espècie tipus)
- Ostearius muticus (Gao, Gao & Zhu, 1994)